# おじょも (香川県)
おじょもは、香川県丸亀市飯山町地域に伝わる日本の民話。 大きなぼうさんがやってくるという話で、だいだら法師（ダイダラボッチ）と類似している。

## 内容
「ふご（わらで編んだ入れ物）」を担いだ大きなぼうさんが瀬戸内海をひとまたぎにしてやってくる。そして、山に腰掛け、排尿をする。そのときに山や川を作る。

## 由来
おじょもは巨人という意味のある香川の方言である。

## ゆかりの地
おじょもが前の「ふご」を移動させて出来た山が飯野山で、後ろのふごを移動させて出来た山が、城山と常山。 飯野山と常山に足をかけて排尿して出来た川が大束川で、さらにそのときの足跡が飯野山に残っているという伝承である。 
また、別の話では、前の「ふご」を移動させて出来た山が、飯野山、後ろのふごを移動させて出来た山が、郷師山。 飯野山と郷師山に足をかけて排尿して出来た川が大束川で、尿が飛び散って掘られた池が川池と尾池、そのときの足跡が飯野山に残っており、疲弊して片足をついたところが春日の里の辺りで、水路の中に足跡があるとされる。

## 名前使用の行事
おじょも伝説にちなんだ「おじょもまつり」や、 「飯山おじょも太鼓」が知られている。「飯山おじょも太鼓」は昭和59年に飯山町内の子ども達で結成。それから途切れることなく続いている。